# Esteve II d'Hongria
Esteve II d'Hongria (en hongarès: II. István) (Buda, 1101 - Nagyvárad, 1131) va ser rei d'Hongria del 1116 fins a la seva mort. Va ser coronat quan encara era un infant pel seu pare el rei Kálmán, que volia assegurar-li la successió contra les pretensions del seu tiet el Duc Álmos. El regne d'Esteve va estar marcat per les contínues guerres contra els seus veïns.

## Biografia

### Accés al tron
Esteve era el fill gran del rei Kálmán d'Hongria (el bibliòfil) i la seva primera esposa, Felícia de Sicília. Tenia un germà bessó, Ladislau, que va morir a la infància.
El rei Kálmán va voler assegurar-se que el seu fill heretés el regne a la seva mort, i per això el va fer coronar l'any 1105. Aquesta coronació va causar la rebel·lió del duc Álmos, germà de Kálmán, governant d'una tercera part del regne i segons els antics usos magiars l'hereu a la corona, com a descendent per línia masculina de més edat. Després d'una dècada de guerra civil entre els dos bàndols, Kálmán va fer deixar cecs n'Álmos i el seu fill. Així, a la mort del rei Kálmán el 3 de febrer de 1116, el jove Esteve, de sols quinze anys, va accedir al tron sense oposició.

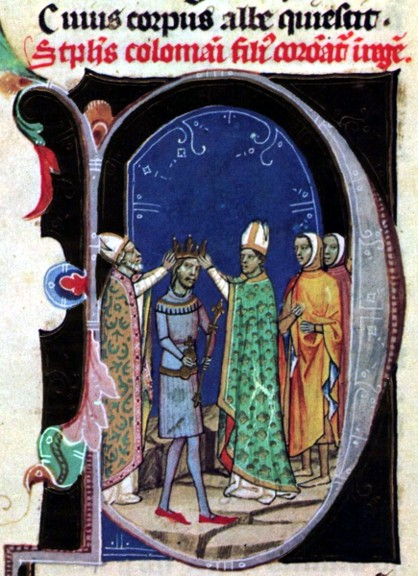
La coronació d'Esteve II

### Regnat
El regnat d'Esteve va estar marcat pels continus conflictes militars. Just a l'arribar al tron els barons del regne el van convèncer que tingués una trobada amb el duc Vladislau I de Bohèmia per tal de millorar les relacions entre els dos regnes. Però en trobar-se els dos exèrcits a les ribes del riu Olsava va esclatar una batalla en la qual les tropes hongareses van ser derrotades. Un mes després els venecians derrotaven els destacaments hongaresos a Zadar i la Signoria va ocupar Dalmàcia. El 1117 Esteve va enviar un exèrcit per recuperar la província dàlmata, però va fracassar i va acabar pactant una treva de cinc anys amb la República de Venècia.
Els barons hongaresos estaven cada cop més disgustats amb el jove rei, que no es volia casar i preferia viure entre les seves concubines. Finalment, el 1120, els barons el van obligar a casar-se amb la filla del Príncep Robert I de Pàdua.
El seu següent objectiu va ser Volínia (Ucraïna), on pretenia donar suport al príncep destronat Yaroslav a recuperar el seu principat. Però Yaroslav va morir durant el setge de la capital, i farts de guerra els nobles hongaresos van amenaçar d'escollir un altre rei si no tornaven a casa.
El 1124, aprofitant l'absència de la flota veneciana, Esteve va reocupar Dalmàcia, però tornà a perdre el territori a l'any següent.
Esteve va desemmascarar una conspiració que pretenia deposar-lo i posar en el seu lloc al seu oncle Álmos. El duc cec es va veure obligat a fugir a l'Imperi Romà d'Orient, i quan l'emperador Joan II Comnè va refusar d'extradir-lo, Esteve va dirigir els seus exèrcits contra ell tot i que Álmos ja havia mort. El 1128 les tropes romanes d'Orient el van derrotar, i van ocupar la regió de Sirmia.
Després de la derrota, Esteve va haver de fer front a més conspiracions de barons que pretenien destronar-lo i substituir-lo ara per Boris, el fill no reconegut de Kálmán amb Eufèmia de Kíev. Com que no tenia fills, Esteve va cridar a la cort el també cec Béla, fill d'Álmos, a qui acceptà com a hereu.
El 1129 va acabar signant la pau amb l'Imperi Romà d'Orient, recuperant els territoris que havia perdut. Esteve va morir de disenteria el 1131, i fou enterrat a Nagyvárad.

## Família

### Avantpassats
|  |                               |  |  |  |  |  |  |  |  |  |  |  |  |  |  |  |
|  | 16. Vazul                     |  |  |  |  |  |  |  |  |  |  |  |  |  |  |  |
|  |                               |  |  |  |  |  |  |  |  |  |  |  |  |  |  |  |
|  |                               |  |  |  |  |  |  |  |  |  |  |  |  |  |  |  |
|  | 8. Béla I d'Hongria           |  |  |  |  |  |  |  |  |  |  |  |  |  |  |  |
|  |                               |  |  |  |  |  |  |  |  |  |  |  |  |  |  |  |
|  |                               |  |  |  |  |  |  |  |  |  |  |  |  |  |  |  |
|  | 4. Géza I d'Hongria           |  |  |  |  |  |  |  |  |  |  |  |  |  |  |  |
|  |                               |  |  |  |  |  |  |  |  |  |  |  |  |  |  |  |
|  |                               |  |  |  |  |  |  |  |  |  |  |  |  |  |  |  |
|  | 18. Mieszko II de Polònia     |  |  |  |  |  |  |  |  |  |  |  |  |  |  |  |
|  |                               |  |  |  |  |  |  |  |  |  |  |  |  |  |  |  |
|  |                               |  |  |  |  |  |  |  |  |  |  |  |  |  |  |  |
|  | 9. Adelaida (Rixa) de Polònia |  |  |  |  |  |  |  |  |  |  |  |  |  |  |  |
|  |                               |  |  |  |  |  |  |  |  |  |  |  |  |  |  |  |
|  |                               |  |  |  |  |  |  |  |  |  |  |  |  |  |  |  |
|  | 19. Richeza de Lotaríngia     |  |  |  |  |  |  |  |  |  |  |  |  |  |  |  |
|  |                               |  |  |  |  |  |  |  |  |  |  |  |  |  |  |  |
|  |                               |  |  |  |  |  |  |  |  |  |  |  |  |  |  |  |
|  | 2. Kálmán I d'Hongria         |  |  |  |  |  |  |  |  |  |  |  |  |  |  |  |
|  |                               |  |  |  |  |  |  |  |  |  |  |  |  |  |  |  |
|  |                               |  |  |  |  |  |  |  |  |  |  |  |  |  |  |  |
|  | 5. Sofia                      |  |  |  |  |  |  |  |  |  |  |  |  |  |  |  |
|  |                               |  |  |  |  |  |  |  |  |  |  |  |  |  |  |  |
|  |                               |  |  |  |  |  |  |  |  |  |  |  |  |  |  |  |
|  | 1. Esteve II d'Hongria        |  |  |  |  |  |  |  |  |  |  |  |  |  |  |  |
|  |                               |  |  |  |  |  |  |  |  |  |  |  |  |  |  |  |
|  |                               |  |  |  |  |  |  |  |  |  |  |  |  |  |  |  |
|  | 12. Tancred de Hauteville     |  |  |  |  |  |  |  |  |  |  |  |  |  |  |  |
|  |                               |  |  |  |  |  |  |  |  |  |  |  |  |  |  |  |
|  |                               |  |  |  |  |  |  |  |  |  |  |  |  |  |  |  |
|  | 6. Roger I de Sicília         |  |  |  |  |  |  |  |  |  |  |  |  |  |  |  |
|  |                               |  |  |  |  |  |  |  |  |  |  |  |  |  |  |  |
|  |                               |  |  |  |  |  |  |  |  |  |  |  |  |  |  |  |
|  | 3. Felícia de Sicília         |  |  |  |  |  |  |  |  |  |  |  |  |  |  |  |
|  |                               |  |  |  |  |  |  |  |  |  |  |  |  |  |  |  |
|  |                               |  |  |  |  |  |  |  |  |  |  |  |  |  |  |  |
|  | 7. Eremburga de Mortain       |  |  |  |  |  |  |  |  |  |  |  |  |  |  |  |
|  |                               |  |  |  |  |  |  |  |  |  |  |  |  |  |  |  |
|  |                               |  |  |  |  |  |  |  |  |  |  |  |  |  |  |  |